# MTV Europe Music Award para Icone Global
MTV Europe Music Award para Ícone Global (no original, MTV Europe Music Award for Global Icon) é a categoria de maior prestígio[carece de fontes?] do MTV Europe Music Awards (MTV EMA). O prêmio foi entregue pela primeira vez na edição de 2010, em Madrid, quando a apresentadora, a atriz Eva Longoria anunciou que o MTV EMA teria um prêmio de honorífico, equivalente ao Video Vanguard Award, do MTV Video Music Awards.
| Ano  | Homenageado       | Discos vendidos                     |
| ---- | ----------------- | ----------------------------------- |
| 2010 | Bon Jovi          | 130 milhões                         |
| 2011 | Queen             | 300 milhões                         |
| 2012 | Whitney Houston   | 200 milhões                         |
| 2013 | Eminem            | 220 milhões                         |
| 2014 | Ozzy Osbourne     | 100 milhões                         |
| 2015 | Duran Duran[a]    | 200 milhões                         |
| 2016 | Green Day         | 75 milhões                          |
| 2017 | U2                | 150 milhões                         |
| 2018 | Janet Jackson     | 100 milhões                         |
| 2019 | Liam Gallagher[b] | 70 milhões                          |
| 2024 | Busta Rhymes      | 9 milhões (nos EUA, à data de 2019) |

↑[a] Video Visionary Award.
↑[b] Rock Icon Award.
1. ↑  D., T. (31 de outubro de 2024). «Busta Rhymes recebe Global Icon Award em noite de atuação nos MTV EMAs 2024». SAPO Mag. Consultado em 1 de novembro de 2024
2. ↑  «Busta Rhymes». RIAA. Consultado em 1 de novembro de 2024